# Жабинцы (Тернопольская область)
Жабинцы (укр. Жабинці) — село в Васильковецкой сельской общине Чортковского района Тернопольской области Украины.
До 2020 года входило в Гусятинский район.
Код КОАТУУ — 6121681101. Население по переписи 2001 года составляло 667 человек.

## Географическое положение
Село Жабинцы находится на правом берегу реки Ничлава, выше по течению на расстоянии в 2 км расположено село Коцюбинцы, ниже по течению на расстоянии в 1,5 км расположено село Пробежная.

## История
- 1677 год — дата основания.

## Объекты социальной сферы
- Школа I—II ст.
- Детский сад.
- Дом культуры.
- Фельдшерско-акушерский пункт.